# Barskaun (Fluss)
Barskaun (kirgisisch Барскоон суусу; russisch Барскаун) ist ein etwa 40 km langer Fluss im Osten von Kirgisistan in Zentralasien, der im Terskej-Alatau entspringt und am Südufer in den abflusslosen See Yssykköl mündet. Den gleichen Namen wie der Fluss tragen auch eine Siedlung nahe der Mündung sowie ein Gebirgspass nahe seiner Quelle.

## Physische Geographie
Der Barskaun entspringt im Terskej-Alatau am Barskaun-Pass etwa auf dessen Höhenlage (3754 m) und fließt zunächst in einem schluchtartigen Abschnitt in nordwestlicher Richtung bis zu seiner Vereinigung mit dem Keregetasch auf etwa 2750 m, wo sich Talweitungen mit ausgedehnten Wiesenflächen befinden. Daraufhin durchbricht das Barskaun-Tal in nordnordwestlicher Richtung den nördlichen Kamm des Terskej-Alatau und mündet in den abflusslosen Yssykköl, dessen Seespiegel auf 1607 m liegt.
Die südöstlich des Barskaun-Passes liegende Hochebene gehört bereits zum Einzugsgebiet des Naryn.
Das Barskaun-Tal weist in Höhenlagen von 1850 m bis 3350 m Nadelwälder auf, die von Picea schrenkiana gebildet werden.

## Hydrologie
Der mittlere Abfluss liegt bei 4,18 m³/s. Die Abflüsse schwanken zwischen 0,11 m³/s und 55,8 m³/s. Das Flusssystem wird von mehreren Gletschern gespeist. Das Flusswasser wird zur Bewässerung verwendet.

## Humangeographie
Am Nordrand des Terskej-Alatau hat der Barskaun im Bereich seiner Mündung einen etwa 10 km² großen Schwemmkegel aufgeschüttet, auf welchem die beiden einzigen Dörfer seines Einzugsgebietes liegen (Tamga und Barskaun). Durch das Tal des Barskaun führt eine gut ausgebaute, für schwere Lkw geeignete (jedoch nicht asphaltierte) Straße, die auch als Zubringer zur Kumtor-Mine dient.

## Bilder

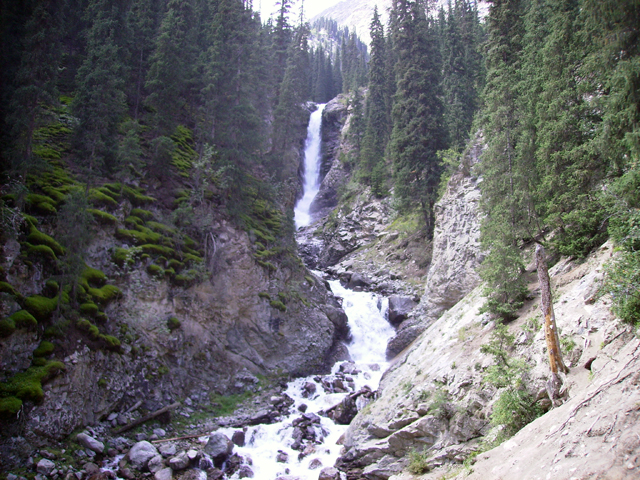
Wasserfall in der Barskaun-Schlucht (2008)